# Public-Use-File
Der Begriff Datei zur öffentlichen Nutzung (DÖN) oder englisch Public-Use-File (PUF) bezeichnet eine Datei der Forschungsdateninfrastruktur, die zu öffentlichen Zwecken zugänglich ist und in Sekundäranalyse ausgewertet werden kann. Derartige Dateien sind meist stark anonymisiert.
Siehe auch: Scientific-Use-File